# Tunnel du col de Braus
Le tunnel du col de Braus, parfois résumé en tunnel de Braus, est un tunnel ferroviaire droit de la ligne de Nice à Breil-sur-Roya. Long de 5 938 m, il est situé entre la commune de Touët-de-l'Escarène à l'ouest et la commune de Sospel à l'est, la partie centrale (1 160 m) se trouve sous le territoire de la commune de Lucéram au niveau de la montagne du Petit Braus.
Mis en service en octobre 1928, il est exploité par la Société nationale des chemins de fer français (SNCF).

## Situation ferroviaire
Le tunnel en service est établi sur la section de ligne de La Grave-de-Peille à Sospel au point kilométrique 25,336 peu après la Gare de Touët-de-L'Escarène ouverte (PANG), le point culminant de la ligne à 419 m se trouve au km 28,350.

## Histoire
Débutés en 1912, les travaux du tunnel ont été achevés en 1922. L’inauguration de la ligne a eu lieu le 30 octobre 1928. Sur les quarante-quatre kilomètres du parcours de la ligne, entre Nice et Breil-sur-Roya, vingt-quatre tunnels sont présents pour une longueur totale de presque 17 kilomètres ; le tunnel du col de Braus étant le plus long suivi par le tunnel du mont Grazian (3 891 m).
En raison des tensions politiques entre la France et l'Italie au XIXe siècle, la ligne a été dotée de fortifications étendues de la ligne Maginot des Alpes dans les environs de l'Escarène et l'entrée du tunnel près de Sospel était protégée, à l’époque, par une position de canons blindés avec des meurtrières toujours visibles.
Bien que la ligne ait été construite au gabarit voie unique, plusieurs de ses tunnels, en raison de leur longueur, ont été creusés avec un gabarit suffisant pour l’implantation d’une seconde voie ; le gabarit à double voie, plus large, offrant l'avantage de faciliter l'évacuation des fumées de la traction à vapeur.

## Caractéristiques
C'est le neuvième plus long tunnel ferroviaire en France en 2023.

## Captage d'eau potable
Le tunnel, traversant horizontalement un géosynclinal souterrain formé de calcaire jurassien surplombé d'une couche turonienne où s'accumulent les eaux pluviales, constitue un site de captage majeur pour l'adduction en eau potable des communes de L'Escarène et de Sospel situées de part et d’autre,.